# Гарциемс (платформа)
Га́рциемс (латыш. Garciems) — остановочный пункт на территории Царникавского края, в посёлке Гарциемс на электрифицированной линии Земитаны — Скулте.

## Описание
Платформа находится в посёлке Гарциемс, около прилегающей дороги, вблизи Балтийского моря. Открыта в 1933 году. Пассажиропоток постоянен, поскольку рядом расположены частные и дачные дома. В советское время здесь был путевой пост, и в сторону Царникавы уходил однопутный участок.
Расстояние до Риги — 25 км.